# Тружников, Владимир Васильевич
Владимир Васильевич Тружников (1899—1944) — капитан Рабоче-крестьянской Красной Армии, участник Великой Отечественной войны, Герой Советского Союза (1944).

## Биография
Владимир Тружников родился в 1899 году в селе Краишево (ныне — Еланский район Волгоградской области). После окончания семи классов школы работал в колхозе. В 1941 году Тружников был призван на службу в Рабоче-крестьянскую Красную Армию. С августа 1942 года — на фронтах Великой Отечественной войны.
К ноябрю 1943 года гвардии младший лейтенант Владимир Тружников командовал пулемётным взводом 166-го гвардейского стрелкового полка 55-й гвардейской стрелковой дивизии 56-й армии Северо-Кавказского фронта. Отличился во время Керченско-Эльтигенской операции. В ночь со 2 на 3 ноября 1943 года взвод Тружникова в составе передового десантного отряда переправился через Керченский пролив и высадился на побережье Керченского полуострова, захватив плацдарм и отразив несколько немецких контратак. Во время наступления пехотных частей пулемётчики Тружникова поддерживали огнём их действия.
Указом Президиума Верховного Совета СССР от 16 мая 1944 года гвардии младший лейтенант Владимир Тружников был удостоен высокого звания Героя Советского Союза с вручением ордена Ленина и медали «Золотая Звезда».
Капитан Владимир Тружников скоропостижно скончался 16 декабря 1944 года. Похоронен в братской могиле в Мариямполе в Литве.
Был также награждён тремя орденами Красного Знамени и орденом Отечественной войны 1-й степени.
В честь Тружникова установлен его бюст в Краишево и обелиск в Елани.